# Friedrich-Wilhelm-Straße 14 (Bonn)

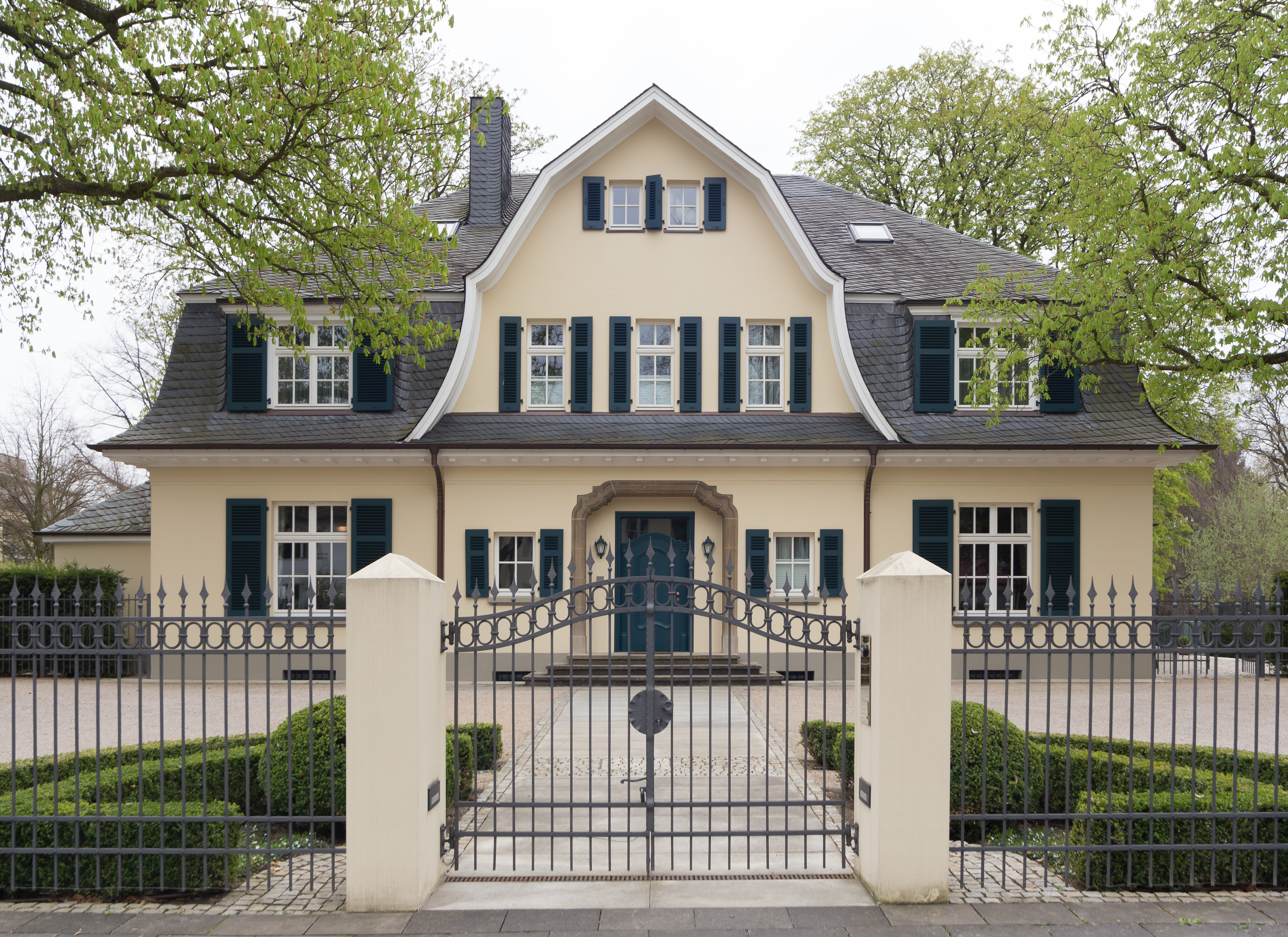
Villa Friedrich-Wilhelm-Straße 14 (2013)

Das Gebäude Friedrich-Wilhelm-Straße 14 ist eine Villa im Bonner Ortsteil Gronau, die 1921/22 errichtet wurde. Sie liegt mit einer umfangreichen Parkanlage am Rande des Johanniterviertels. Die Villa steht als Baudenkmal unter Denkmalschutz.

## Geschichte
Die Villa entstand für den Bauherrn Hermann Heinrich Wilhelm Böker jun. (1889–1964), einen Messerfabrikanten aus Remscheid, nach einem Entwurf des Bonner Architekten und Regierungsbaumeisters Julius Rolffs als Landhaus am damaligen südlichen Bonner Stadtrand. Böker hatte von März bis September 1921 zwölf vormals landwirtschaftlich genutzte Grundstücke mit einer Fläche von insgesamt 13.954 m² erworben.:304 Auf den Bauantrag vom 6. August 1921 hin wurde am 12. September die Baugenehmigung erteilt, die Gebrauchsabnahme erfolgte am 9. Oktober 1922. Die Villa war das erste Gebäude auf der rechten Seite der Friedrich-Wilhelm-Straße.:305  Von Juli bis September 1928 ließ Böker an der Ecke Friedrich-Wilhelm-Straße/Johanniterstraße nach einem Entwurf des Regierungsbaumeisters Benhard Gelderblom (1892–1982) ein zweigeschossiges Chaufferhaus (Friedrich-Wilhelm-Straße 16) erbauen, das eine Garage, eine Küche und einen Treppenaufgang zu dem ausgebauten Dach beinhaltete.:307 Nach dem Zweiten Weltkrieg wanderte Böker zu seinen Verwandten nach Argentinien aus, blieb aber Eigentümer des Anwesens.
Nachdem Bonn 1949 Regierungssitz der Bundesrepublik Deutschland geworden war, mietete das Königreich Belgien spätestens Anfang 1951 die Villa an, um dort die Kanzlei seiner diplomatischen Mission einzurichten. Im Mai 1951 wurde die Mission in eine Botschaft umgewandelt und die Villa somit erster Sitz der belgischen Botschaft in der Bundesrepublik Deutschland. Am 30. Juni 1954 wurde die Kanzlei in die Kaiser-Friedrich-Straße 22 verlegt.:307 f.
Im Frühjahr 1954 war die Republik Österreich auf der Suche nach einer neuen Residenz für den Leiter ihrer Verbindungsstelle in Bonn, die die Funktion einer diplomatischen Vertretung in der Bundesrepublik Deutschland wahrnahm. Zu diesem Zeitpunkt war die Aufgabe der Liegenschaft Friedrich-Wilhelm-Straße 14 durch die belgische Botschaft bereits absehbar. Daher erwarb Österreich auf Beschluss des Ministerrats vom 8. Juli 1954 durch Kaufvertrag am Folgetag die Villa samt 12.850 m² großem Grundstück von Böker für 350.000 D-Mark. Unmittelbar danach wurden die für die Nutzung als Residenz erforderlichen Instandsetzungs- und Umbauarbeiten eingeleitet, die von August bis Dezember 1954 durchgeführt wurden und Kosten von 68.000 DM in Anspruch nahmen. Nachdem der Kaufpreis in vier Raten von September 1954 bis März 1955 auf dem Konto Bökers eingegangen war:310, wurde der Eigentumswechsel durch eine Notarverhandlung am 18. Mai 1955 besiegelt; die Eintragung ins Grundbuch erfolgte am 6. Juni 1955.:311 Am 20. Dezember 1955 wurde die bisherige Verbindungsstelle in eine Botschaft umgewandelt und die Villa somit die erste Residenz des österreichischen Botschafters in der Bundesrepublik Deutschland. Als erster österreichischer Bundeskanzler besuchte Julius Raab im Oktober 1956 anlässlich eines Staatsbesuchs die Residenz.:317
1968 erfuhr das Chauffeurhaus eine Erweiterung um einen neuen Wohnraum.:313 1971/72 wurde der Speisesaal in Richtung Garten verlängert und der Gartensalon unter Wegfall zweier freistehender Säulen umgebaut. Von 1975 bis 1977 entstand auf einem Teil des Grundstücks an der Johanniterstraße ein neues Bürogebäude als Kanzlei der Botschaft. Die Villa diente anschließend weiterhin als Residenz. 1979 führten Sicherheitserfordernisse zu einer Schließung der Auffahrt zu dem Gebäude durch eine Toranlage. 1987/88 folgte eine Generalsanierung der Villa. Ausgestattet war die Residenz unter anderem mit neobarocken Möbeln aus der Wiener Hofburg im Speisesaal sowie mit 60 goldenen „Cotillon“-Sesseln.:312
Im Zuge der Verlegung des Regierungssitzes zog die Hauptstelle der Botschaft 1999 nach Berlin um, die Villa war noch bis 12. August offizielle Residenz des österreichischen Botschafters (→ Österreichische Botschaft in Berlin). In Bonn wurde eine Außenstelle belassen, deren Leiter (zuletzt Rudolf Agstner) ebenfalls in der Villa residierte. Nachdem Österreich am 23. Juni 2006 das Grundstück einschließlich des vormaligen Kanzleigebäudes verkauft hatte, wurde am 31. August 2006 auch die Außenstelle geschlossen und zugleich die Schlüssel an die neuen Besitzer übergeben.:323 Während das Kanzleigebäude und das Chauffeurhaus 2007 abgerissen und auf dem Gelände neue Wohnhäuser errichtet wurden, blieb die Villa erhalten und wurde saniert, verlor aber durch die Errichtung seitlich vorgelagerter Flügelbauten ihren Charakter als freistehendes Landhaus.:325